# Udabnopithecus
Udabnopithecus é um gênero de hominídeos extintos, que viveram há 8.5 milhões de anos, no fim do Mioceno na atual Geórgia e região do Cáucaso.
São conhecidos por apenas uma fração da mandíbula superior e dois dentes fortemente desgastados. Foi uma das últimas evidencias de hominídeos na Eurásia.

## Espécies
O Género possui somente uma espécie conhecida:
- Udabnopithecus garedziensis[2]